# Morte em Veneza (filme)
Morte a Venezia (em francês:  Mort à Venise; bra/prt: Morte em Veneza) é um filme ítalo-francês de 1971, do gênero drama, dirigido por Luchino Visconti, com roteiro de Nicola Badalucco e do próprio Visconti baseado no romance Der Tod in Venedig, de Thomas Mann.

## Sinopse
O compositor Gustave Aschenbach viaja em férias a Veneza, onde desenvolve uma atração perturbadora por Tadzio, um adolescente da nobreza polonesa que faz turismo com a família.

## Elenco
- Dirk Bogarde — Gustav von Aschenbach
- Romolo Valli — gerente do hotel
- Mark Burns — Alfred
- Nora Ricci — governanta
- Marisa Berenson — Frau von Aschenbach
- Carole André — Esmeralda
- Björn Andrésen —  Tadzio
- Silvana Mangano — mãe de Tadzio
- Leslie French — agente de viagens
- Franco Fabrizi — barbeiro

## Recepção
No agregador de críticas Rotten Tomatoes, o filme tem uma taxa de aprovação de 71% com base em 24 opiniões. O consenso crítico do site diz: "Death in Venice de Luchino Visconti é uma de suas meditações mais vazias sobre a beleza, mas os fãs do diretor descobrirão que seu talento para visuais suntuosos permanece intacto."
Em julho de 2018, foi selecionado para ser exibido na seção Clássicos de Veneza no 75º Festival Internacional de Cinema de Veneza. Em 2021, a Juno Films lançou The Most Beautiful Boy In The World, um documentário revelador no qual Andrésen relembra os anos de comportamento predatório e pedofílico que recebeu do elenco, da equipe e dos fãs do filme.

## Prêmios e indicações
| Prêmio/evento           | Categoria                          | Recipiente                           | Resultado |
| ----------------------- | ---------------------------------- | ------------------------------------ | --------- |
| Oscar 1972              | Melhor figurino                    | Piero Tosi                           | Indicado  |
| BAFTA 1972              | Melhor filme                       | Luchino Visconti                     | Indicado  |
| BAFTA 1972              | Melhor direção                     | Luchino Visconti                     | Indicado  |
| BAFTA 1972              | Melhor ator                        | Dirk Bogarde                         | Indicado  |
| BAFTA 1972              | Melhor trilha sonora               | Vittorio Trentino, Giuseppe Muratori | Venceu    |
| BAFTA 1972              | Melhor cinematografia              | Pasquale De Santis                   | Venceu    |
| BAFTA 1972              | Melhor figurino                    | Piero Tosi                           | Venceu    |
| BAFTA 1972              | Melhor design de produção          | Ferdinando Scarfiotti                | Venceu    |
| Festival de Cannes 1971 | Palma de Ouro (melhor filme)       | Luchino Visconti                     | Indicado  |
| Festival de Cannes 1971 | Prêmio 25º Aniversário do festival | Prêmio 25º Aniversário do festival   | Venceu    |